# 無線寬頻
無線寬頻（英語：Wireless broadband），一種無線通訊技術，在廣大區域中提供高速無線上網或是電腦網路存取。

## 概論
根據IEEE 802.16-2004標準，寬頻（broadband）的定義是指擁有高於1 MHz的瞬間頻寬，以及支援高於1.5 Mbit/s的資料量。以無線傳輸方式，達成寬頻的要求，稱為無線寬頻。
IEEE學會制定了IEEE 802.16，作為無線寬頻的標準，最著名的產品是WiMAX。